# Курудер
Куруде́р — річка в Україні, в межах Білгород-Дністровського району Одеської області. Ліва притока Сарати (басейн Чорного моря).

## Опис
Довжина 13 км., площа басейну - 129 км², похил річки - 2,2 м/км. Долина неглибока, з пологими схилами. Річище слабозвивисте (в пониззі більш звивисте), влітку пересихає. Споруджено кілька ставків. 

## Розташування
Курудер бере початок на схід села Надежди. Тече спершу на південь, далі — переважно на південний захід. Впадає у Сарату на північ від смт Сарати. 
Над річкою розташоване село Плахтіївка.